# Smużyny
Smużyny (niem. Grünhof) – osiedle Nowogardu, położone w zachodniej części miasta.
Najbardziej na zachód wysunięta część Nowogardu, od reszty miasta oddzielona strugą Dobrzycą. Znajduje się tu stadion miejski oraz ośrodek wypoczynkowy. W lesie, na zachód od Jeziora Nowogardzkiego znajduje się dawne sanatorium dla kobiet, obecnie Dom Pomocy Społecznej, obiekt wpisany do Rejestru Zabytków pod numerem A-89 z 11.12.2001. W jego skład wchodzą: 
- pawilon I z 1905-1912 (ID 657922)
- pawilon II z 1905-1912 (ID 657923)
- dom mieszkalny z 1905-1912 (ID 657924)
- budynek gospodarczy, ob. garaż, 1905-1912 (ID 657925)
- park, 1905-1912 (ID 657926)